# Lindia torulosa
Lindia torulosa is een raderdiertjessoort uit de familie Lindiidae. De wetenschappelijke naam van deze soort is voor het eerst geldig gepubliceerd in 1841 door Dujardin.